# 核果茶属
核果茶属（学名：Pyrenaria）是茶科下的一个属，为灌木或乔木植物。该属共有20种，分布于东南亚。